# Municipio de Fairview (condado de Butler, Pensilvania)
El municipio de Fairview (en inglés, Fairview Township) es una subdivisión territorial del condado de Butler, Pensilvania, Estados Unidos. Según el censo de 2020, tiene una población de 1940 habitantes.

## Geografía
Está ubicado en las coordenadas 40°59′35″N 79°44′13″O / 40.99306, -79.73694 (40.993094, -79.736918).

## Demografía
Según la Oficina del Censo, en 2000 los ingresos medios por hogar en la localidad eran de $41,146 y los ingresos medios por familia eran de $47,262. Los hombres tenían unos ingresos medios de $36,615 frente a los $22,222 para las mujeres. La renta per cápita para la localidad era de $16,295. Alrededor del 9,0% de la población estaban por debajo del umbral de pobreza.
De acuerdo con la estimación 2015-2019 de la Oficina del Censo, los ingresos medios por hogar en la localidad eran de $72,260 y los ingresos medios por familia eran $79,844. El 3.0% de la población está por debajo del umbral de pobreza.